# جيمس إل. باركسديل
جيمس إل. باركسديل (بالإنجليزية: Jim Barksdale)‏ هو رئيس تنفيذي أمريكي، ولد في 24 يناير 1943 في جاكسون في الولايات المتحدة.

## وصلات خارجية
- جيمس إل. باركسديل على موقع الموسوعة البريطانية (الإنجليزية)
- جيمس إل. باركسديل على موقع إن إن دي بي (الإنجليزية)